# Дубенська міська територіальна громада
Дубенська міська громада — територіальна громада в Україні, в Дубенському районі Рівненської области. Адміністративний центр — м. Дубно.
Площа громади — 26,9 км², населення — 37 464 осіб (2020).

## Населені пункти
У складі громади 1 місто (Дубно).